# Solide Multiculturele Partij
Die Solide Multiculturele Partij (SMP, Solide Multikulturelle Partei) war eine niederländische Kleinstpartei, die 2006 gegründet wurde. Sie trat bei den Parlamentswahlen von 2006 mit Max Sordam als Spitzenkandidaten an, allerdings nur in den Wahlkreisen Amsterdam und Rotterdam. Sordam war bei seiner Kandidatur bereits 80 Jahre alt, die Partei bestand zu dieser Zeit ausschließlich aus Mitgliedern mit Herkunft aus Suriname oder den Niederländischen Antillen. Mit 184 Stimmen erzielte die Partei das zweitschlechteste Ergebnis aller teilnehmenden Parteien und konnte nicht ins niederländische Unterhaus einziehen.
Wie der Name der Partei bereits andeutet, bezieht sich ein Teil des Wahlprogramms auf Fragen des Zusammenlebens verschiedener Kulturen. Die SMP spricht sich für den pflichtweisen Spracherwerb des Niederländischen durch Einwanderer aus, das Kindergeld für Migrantenkinder soll erhöht werden. Bei der Kriminalitätsbekämpfung plädiert die Partei für eine härtere Gangart, Drogenhandel soll ebenso wie Gewalt- und Sittlichkeitsverbrechen härter angegangen werden. Der Lehrerberuf soll attraktiver gemacht, die Anzahl von Schulabbrechern gesenkt werden. Des Weiteren tritt die SMP für Direktwahlen von Bürgermeistern ein und erhofft sich durch eine verstärkte Konkurrenz der Krankenkassen untereinander eine bessere Stellung des Patienten.

## Ergebnisse bei nationalen Wahlen
| Jahr | Stimmen | Prozent | +/- | Sitze | +/- |
| ---- | ------- | ------- | --- | ----- | --- |
| 2006 | 184     | 0,0 %   |     | 0     |     |